# Kimi no Uchi ni Tsuku Made Zutto Hashitte Yuku
«Kimi no Uchi ni Tsuku Made Zutto Hashitte Yuku» (君の家に着くまでずっと走ってゆく?) es el segundo sencillo de la banda japonesa GARNET CROW.

## Detalles
A pesar de que fue lanzado el mismo día que el sencillo "Mysterious Eyes" en Japón, éste es considerado oficialmente como el segundo trabajo major de la banda, a pesar de que igual puede considerársele dentro de los parámetro del debut de GARNET CROW. El título, de japonés bastante extenso, se entiende en español como "Seguiré caminando hasta que llegue a tu casa".
La canción ya había sido anteriormente grabada para lo que fue el primer miniálbum indie de la banda "first kaleidscope ~Kimi no Uchi ni Tsuku Made Zutto Hashitte Yuku~", pero fue regrabada y reproducida al momento de lanzarla como sencillo en Giza Studio. La versión indie del tema fue posteriormente agregrado a lo que fue la primera compilación de grandes éxitos de la banda, Best, donde la versión nueva no fue incluida.
Como "Kimi no Uchi ni Tsuku Made Zutto Hashitte Yuku" no tuvo el mismo fuerte enganche como promocional que tuvo "Mysterious Eyes" -como parte de la banda sonora del Detective Conan- no tuvo un muy buen desempeño en ventas si se realiza una comparación. El sencillo debutó veinte puestos más abajo que el otro, en el n.º 40 de Oricon, llegando a vender poco más de 10 mil copias, es decir cinco veces menos que "Mysterious Eyes".

## Canciones
1. «Kimi no Uchi ni Tsuku Made Zutto Hashitte Yuku» (君の家に着くまでずっと走ってゆく?)
2. «in little time»
3. «Kimi no Uchi ni Tsuku Made Zutto Hashitte Yuku» (君の家に着くまでずっと走ってゆく?) ～instrumental～

- Datos: Q844744